# Årei öregtemplom
Az årei öregtemplom (svédül: Åre gamla kyrka) egy román stílusú evangélikus templom a Härnösandi püspökséghez tartozó Åre településen. Közigazgatásilag a jämtland megyei Åre község területén található. A templomot a késő 12. században emelték a Szent Olaf-zarándokút mentén (svédül: S:t Olofleden), amely napjainkban a Sundsvall-környéki selångeri öregtemplomtól tart a Skandináv-hegységen át a norvégiai Trondheimbe.